# 24 Preludes en fuga's
De 24 Preludes en fuga's (opus 87) van Dmitri Sjostakovitsj vormen een cyclus van pianostukken geschreven in alle grote en klein terts-toonsoorten van de chromatische toonladder. Dit in navolging van de twee delen van het Wohltemperiertes Klavier van Johann Sebastian Bach.

## Vorm
Elke toonsoort wordt vertegenwoordigd door twee stukken, een prelude gevolgd door een fuga die voortborduurt op de voorafgaande prelude. De stukken variëren in tempo, duur en moeilijkheidsgraad. 
De 24 Preludes en fuga's kennen een andere systematische opbouw dan het Wohltemperiertes Klavier van Bach. Dit presenteert de majeur-mineur paren (C groot - c klein, Cis groot - cis klein enz.) oplopend volgens de chromatische toonladder. De 24 Preludes en fuga's volgen de parallelle toonsoorten volgens de kwintencirkel: C groot - a klein, G groot - e klein, enz. 
De eerste prelude start met dezelfde noten als de eerste prelude van Bachs Wohltemperiertes Klavier en zo zijn er nog meer referenties aan en citaten van Bachs cyclus in die van Sjostakovitsj te vinden. Het complete werk neemt zo'n 2,5 uur in beslag.

## Geschiedenis
Na de Tweede Wereldoorlog was Sjostakovitsj Ruslands meest prominente componist. Hoewel hij niet geliefd was bij de Communistische Partij werd hij nog steeds uitgekozen om naar het buitenland te reizen als cultureel ambassadeur van Rusland. Een van die reizen ging naar Leipzig in 1950 om een festival ter gelegenheid van de tweehonderdste sterfdag van Johann Sebastian Bach bij te wonen.
Sjostakovitsj werd gevraagd om deel te nemen in het jurypanel van het eerste Internationale Bachconcours. Een van de deelnemers was de 26-jarige Tatiana Nikolayeva uit Moskou. Hoewel het niet toegestaan was volgens de regels van het concours, had ze zich voorbereid om elk van de 48 stukken uit het Wohltemperiertes Klavier te spelen. Ze behaalde de eerste prijs. 
Hierdoor geïnspireerd begon Sjostakovitsj aan het componeren van zijn eigen cyclus van 24 preludes en fuga's. Het kostte Sjostakovitsj gemiddeld drie dagen om één stuk te componeren. Elke keer als hij een nieuw deel had geschreven, nodigde hij Nikolayeva uit om het te spelen.
De complete cyclus is geschreven tussen 10 oktober 1950 en 25 februari 1951. Sjostakovitsj droeg het werk op aan Nikolayeva, die ook de première verzorgde in Leningrad op 23 december 1952.

## De stukken
1. Prelude en fuga nr.1 in C
2. Prelude en fuga nr.2 in a
3. Prelude en fuga nr.3 in G
4. Prelude en fuga nr.4 in e
5. Prelude en fuga nr.5 in D
6. Prelude en fuga nr.6 in b
7. Prelude en fuga nr.7 in A
8. Prelude en fuga nr.8 in fis
9. Prelude en fuga nr.9 in E
10. Prelude en fuga nr.10 in cis
11. Prelude en fuga nr.11 in B
12. Prelude en fuga nr.12 in gis
13. Prelude en fuga nr.13 in Fis
14. Prelude en fuga nr.14 in es
15. Prelude en fuga nr.15 in Des
16. Prelude en fuga nr.16 in bes
17. Prelude en fuga nr.17 in As
18. Prelude en fuga nr.18 in f
19. Prelude en fuga nr.19 in Es
20. Prelude en fuga nr.20 in c
21. Prelude en fuga nr.21 in Bes
22. Prelude en fuga nr.22 in g
23. Prelude en fuga nr.23 in F
24. Prelude en fuga nr.24 in d

## Wetenswaardig
Inmiddels zijn er talloze opnamen verschenen van onder meer Tatiana Nikolayeva, Alexander Melnikov, Vladimir Ashkenazy en Shostakovich zelf. Meest opmerkelijk is de opname van Keith Jarrett, toch voornamelijk bekend als jazzpianist en improvisator, die hier klassieke muziek speelt.  